# Pentanopsis
Pentanopsis é um género botânico pertencente à família Rubiaceae o maior grupo de Angiospermas.
1. ↑  «Pentanopsis — World Flora Online». www.worldfloraonline.org. Consultado em 19 de agosto de 2020